# El Soto (Ávila)
El Soto es un anejo de Piedrahíta, Provincia de Ávila, Castilla y León, España.
El Soto, junto con La Pesquera, Casas de Sebastián Pérez, La Almohalla y otros núcleos más pequeños, forman parte de Piedrahíta, que supera los 2000 habitantes. Está situado a 1060 metros de altitud, en dirección a Ávila y concretamente a 56 kilómetros de ésta. Su población es de 46 habitantes en 2023.
| Gráfica de evolución demográfica de El Soto entre 1900 y 2023                            |
|                                                                                          |
| Fuente: Instituto Nacional de Estadística de España - Elaboración gráfica por Wikipedia. |

- Datos: Q16466518
- Multimedia: El Soto (Piedrahíta) / Q16466518